# Oroszlány-Kecskédi-vízfolyás
Az Oroszlány-Kecskédi-vízfolyás Oroszlány város területén ered, a Pénzes-patak és a Labanc-patak összefolyásánál, Komárom-Esztergom vármegyében. A patak forrásától kezdve északi irányban halad, majd Környénél eléri az Által-ért.
A vízfolyásba Oroszlány után a Majki-patak torkollik bele.
Az Oroszlány-Kecskédi-vízfolyás vízgazdálkodási szempontból az Által-ér Vízgyűjtő-tervezési alegység működési területéhez tartozik.

## Part menti települések
- Oroszlány
- Kecskéd
- Környe